# 堺市立金岡小学校
堺市立金岡小学校（さかいしりつ かなおかしょうがっこう）は、大阪府堺市北区金岡町1254番地にある公立小学校。

## 沿革
- 1872年7月1日 - 郷学校を河内国八上郡金田村光念寺に置く。
- 1873年 - 河内国第一番小学と号し、光照寺の堂宇をあてる。
- 1875年 - 金田小学校となる。
- 1888年 - 金田尋常小学校となる。
- 1893年 - 金岡村立金岡尋常小学校となる。
- 1931年 - 現在地に移転する。
- 1938年 - 南河内郡金岡村が堺市に吸収されたため、堺市立金岡尋常小学校と改称する。
- 1941年 - 堺市立金岡国民学校と改称する。
- 1947年 - 堺市立金岡小学校と改称する。
- 1972年 - 創立100周年記念式を挙行する。
- 1980年 - 堺市立金岡南小学校を分離させる。

## 通学校区
- 大阪府堺市北区
  - 金岡町 - 1～1132、1133-3、1229-2～5・10～13、1230～1236、1240～1302、1303-5、1313～1316、1771～1818、2029～2030、2052～2271及び2273～2896、3000～3026、3028～3032及び3034～3036番地
  - 長曽根町 - 119～129、130-1～5・9～11・24・33・38、152-1・4～11、153～171-1～7・9～20、172-1・4～6、173-1・4～6、175-3・4、235-1・3・4、236-22～24、239-3・4・6～8、240～297、389-3～7、399-8～12、402～719、736～815、1194、1197、1481～1560、1562～1570、1928-1～3・5～7、2212～2371及び2373～2872、3000～3018、3019-2～3023、3026～3031、3032-1～6・9～13、及び3033～3078番地

卒業生は基本的に堺市立金岡南中学校に進学する。

## 出身者
- 寺脇康文 - 俳優
- 黒谷友香 - 女優
- 佐々木駿 - モデル
- 西川愛也 - プロ野球選手
- 中原弘貴 - 俳優

## 交通
- 南海バス 金岡神社前バス停 西へ約0.5km。
- Osaka Metro御堂筋線 新金岡駅 南へ約1.0km。
- 南海高野線・Osaka Metro御堂筋線 中百舌鳥駅 北東へ約1.2km。